# Euxoa pratincola
Euxoa pratincola är en fjärilsart som beskrevs av Moritz Balthasar Borkhausen 1792. Euxoa pratincola ingår i släktet Euxoa och familjen nattflyn. Inga underarter finns listade i Catalogue of Life.